# 郡上市産業プラザ
郡上市産業プラザ （ぐじょうしさんぎょうプラザ）は、岐阜県郡上市にある施設。

## 概要
産業振興促進と人材の育確保等を図ることを目的とした施設である。2019年（平成31年）3月29日竣工。
建設される前に存在した、郡上市役所分庁舎、郡上市商工会館（旧・八幡町商工会館）は取り壊しとなった。
郡上市役所の組織の一部が設置されている。

## 施設概要
4階
- 郡上・ふるさと定住機構

3階
- 郡上ケーブルテレビ放送センター
- 郡上市シルバー人材センター

2階
- 郡上市観光連盟
- マリアージュ郡上
- 郡上市役所
  - 商工課
  - 観光課

1階
- 郡上市商工会
- 郡上市産業支援センター

## 利用案内
- 所在地：岐阜県郡上市八幡町島谷130-1
- 開館時間（受付時間）：9:00～12:00、13:00～17:00
- 休館日：土日祝日

## 交通アクセス

### 公共交通機関
- 長良川鉄道越美南線「郡上八幡駅」下車、徒歩で約20分。
- まめバス「郡上市役所」バス停より徒歩で約1分。
- 郡上八幡自主運行バス相生線「郡上市役所」バス停より徒歩で約1分。

### 自動車
- 東海北陸自動車道 郡上八幡ICより約5分。

## 周辺施設
- 郡上市役所
- 郡上市総合文化センター
- 郡上市立八幡小学校
- 郡上市総合スポーツセンター
- 愛宕神社
- 愛宕公園
- 慈恩護国禅寺